# Gonçalo Garcia de Castela
Gonçalo Garcia (em castelhano: Gonzalo García (fl. 978) foi um nobre do Condado de Castela, possivelmente o origem da Casa de Lara. Foi filho do conde de Castela, Garcia Fernandes "o das Mãos Brancas" e de Ava de Ribagorza, senhora de Ribagorza e pelo casamento condessa de Castela. 
Tradicionalmente, tem sido considerado que o Salvadores são os descendentes do conde Fernão Gonçalves. De acordo com a medievalista Margarita Torres, Salvador Gonçalves e Munio Gonçalves, o genearca dos Lara, foram os filhos de Gonçalo Garcia, filho, do conde Garcia Fernandes e a condessa Ava Ribagorza. O historiador Gonzalo Martínez Díez, no entanto, argumenta que com a documentação disponível, é impossível confirmar essa filiação. Justo Pérez de Urbel em sua obra Sancho el Mayor de Navarra diz: "Em Castela havia descendentes diretos de Fernão Gonzalves por linha masculina (...) e os Salvadores desceu do segundo casamento do grande conde".
Sua única aparição nos documentos medievais foi em 24 de Novembro 978, quando seus pais fundaram o Infantado de Covarrubias para sua filha Urraca e os três documentos datados de 11 de Julho 972, onde Gonçalo aparece com seus pais e irmão Sancho no Mosteiro de São Pedro de Cardeña, são considerados falsificações.

## Possível descendência
Segundo a hipótesis de Margarita Torres foi o pai de os irmãos:
1. Munio Gonzalez, possivelmente o genearca da Casa de Lara,
2. Salvador Gonçalves um magnata castelhano, tenente na Bureba e cabeça da linhagem dos Salvadores.[4]

Ambos eram vassalos do rei Sancho Garcês III.